# Kabataş Erkek Lisesi
Kabataş Erkek Lisesi o Liceo di Kabataş (durante il periodo ottomano conosciuto come Kabataş Mekteb-i İdâdisi) è una delle più antiche e importanti scuole superiori della Turchia. Si trova a Ortaköy sul Bosforo a Istanbul.

## Storia
La scuola superiore fu fondata nel 1908 dal sultano ottomano Abdulhamid II. Il Kabataş Mekteb-i İdadisi era servito a formare leader qualificati per l'Impero Ottomano per 15 anni. Dopo che la Turchia divenne una repubblica nel 1923, l'istituzione divenne una scuola superiore standard con il suo nuovo nome: Kabataş Erkek Lisesi. A causa dell'inadeguatezza dell'edificio usato dalla scuola, Kabataş Erkek Lisesi dovette trasferirsi nei vicini palazzi Feriye, dove i parenti dei sultani, le famiglie reali, erano state precedentemente alloggiate. I Palazzi Feriye sono noti non solo per la loro affascinante vista sul Bosforo, ma anche per un evento sfortunato, la prigionia e il presunto omicidio del sultano Abdül Aziz, che ebbe luogo negli edifici. Durante le guerre balcaniche, Kabataş mandò numerosi studenti al fronte. Per un lungo periodo solo i ragazzi potevano iscriversi al liceo e solo a partire dal 1994, anche le ragazze sono state ammesse alla scuola.
Più tardi, nella prima metà del XX secolo, il dormitorio e la sala da pranzo furono aggiunti agli edifici di Kabataş Erkek Lisesi così come l'edificio che conteneva la sala conferenze e i laboratori. Con l'ammissione delle studentesse al liceo nel 1994 e l'istituzione di classi preparatorie di inglese nel 1997, questa stessa scuola ha confermato il suo posto di rilievo nel campo dell'istruzione del paese. Per la qualità dell'educazione che ha fornito e il successo che ha dimostrato, Kabataş Erkek Lisesi è stato promosso a Scuola Superiore Anatolica nel 1998. Nel 2006, la durata dell'istruzione nella scuola superiore è stata aumentata a 5 anni.
Dopo 113 anni dalla sua fondazione, Kabataş Erkek Lisesi si erge ancora come una delle istituzioni educative di maggior successo del paese con la sua educazione di alto livello e studenti di successo.

## Figure di spicco che hanno frequentato il liceo
Adnan Kahveci - politico ex ministro delle finanze
Ahmet Taner Kışlalı - politico, ex ministro della cultura, scrittore
Ahmet Yalçınkaya - poeta e scrittore
Ali Akansu - professore, ingegneria elettrica e informatica
Ali Bayramoğlu - uomo d'affari
Ali İhsan Göğüş - ex ministro del turismo
Ali Uras - ex presidente del Galatasaray S.K. e della Federazione calcistica turca
Ergican Saydam - pianista
Erkan Oğur - chitarrista
Erol Çevikçe - ex ministro dell'ambiente e della pianificazione urbana
Fahri Kasırga - ex ministro della giustizia
Feridun Karakaya - attore
Gülhan Şen - presentatore televisivo
Hasan Gemici - ex ministro di Stato
Hikmet Sami Türk - ex ministro della Giustizia
İsmet Giritli - avvocato, giornalista, scrittore
Kemal Kafalı - ex presidente dell'Università Tecnica di Istanbul
Küçük İskender - scrittore, poeta
Naim Talu - ex primo ministro
Mehmet Köksal - avvocato
Muhammad Ahmad al-Mangoush - ex primo ministro della Libia
Murat Soygeniş - architetto, professore
Namık Gedik - ex ministro dell'Interno
Nahit Menteşe - ex vice primo ministro e ministro dell'Interno
Necati Çelim - ex deputato della provincia di Aydın e ginecologo
Nusret Fişek - ex ministro della salute
Ömer Kavur - regista cinematografico
Özdemir Asaf - poeta
Sabih Kanadoğlu - procuratore onorario della Corte di Cassazione della Turchia
Süleyman Seba - ex presidente e presidente onorario del Beşiktaş J.K.
Sanlı Sarıalioğlu - ex giocatore del Beşiktaş J.K. e della nazionale di calcio della Turchia
Şeref Has - ex giocatore del Fenerbahçe S.K. e della nazionale di calcio della Turchia
Yalçın Küçük - scrittore e ricercatore
Yaşar Kaya - politico e giornalista